# Пошта

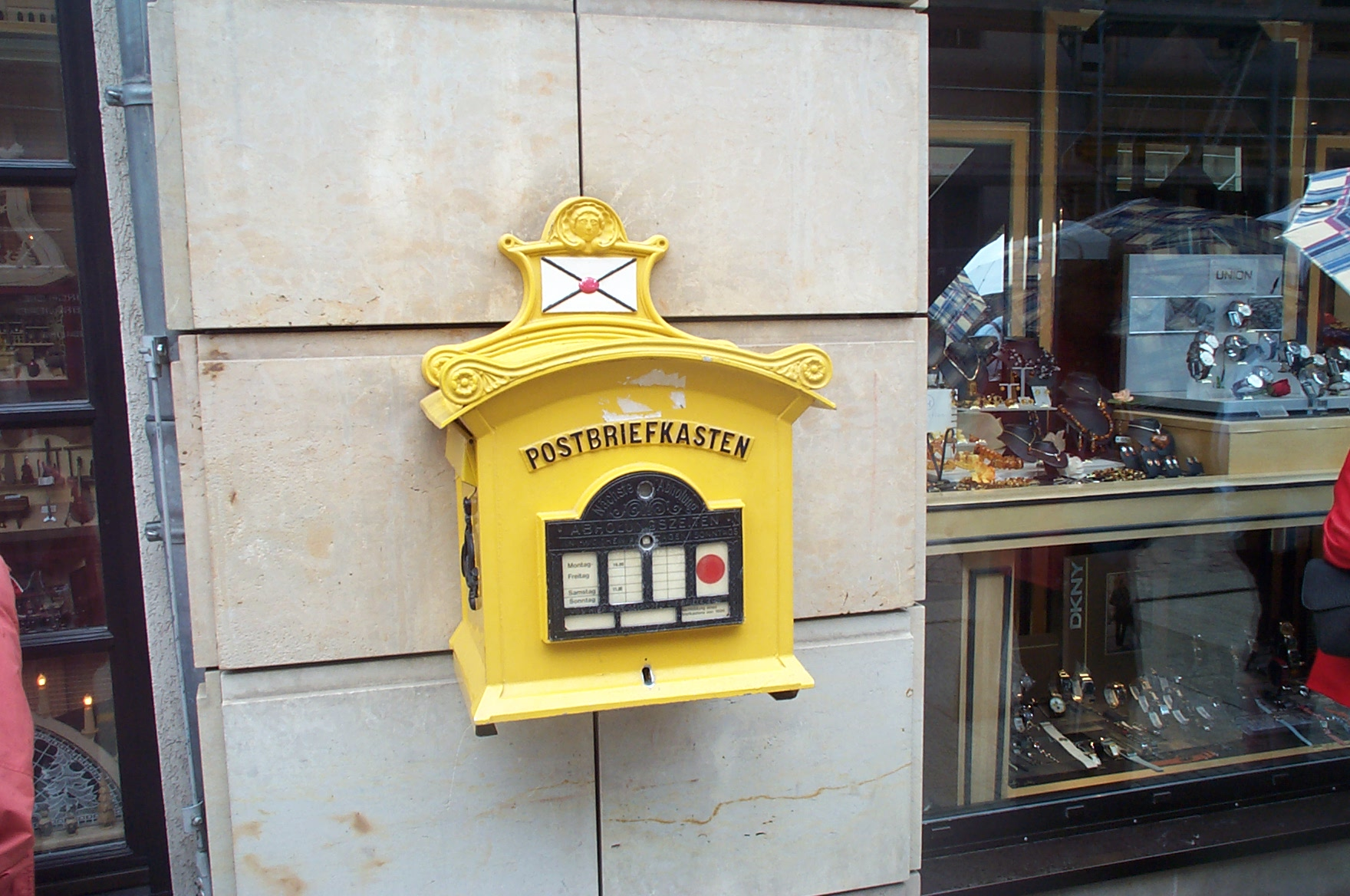
Історична поштова скринька у Дрездені

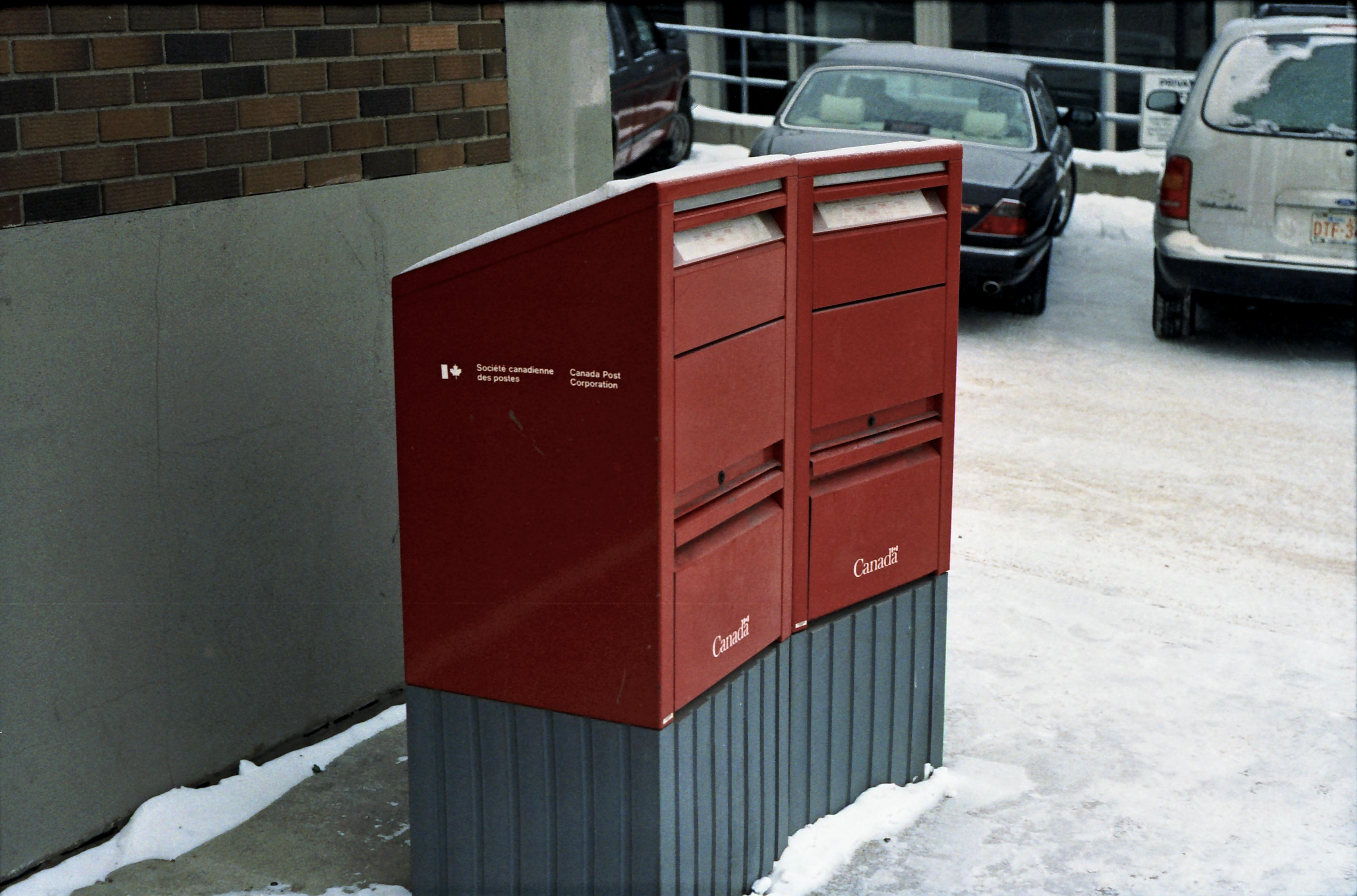
Поштові скриньки в Канаді

По́шта (від лат. posta) — установа для транспортування повідомлень (наприклад листів, листівок), дрібних товарів. Найчастіше вона є державною установою.
Більшість поштових організацій перебувають у Всесвітньому поштовому союзі.

## Поняття
Спочатку слово posta позначало станцію (пост) для обміну коней або кур'єрів.
Сьогодні під терміном «пошта» мають на увазі й установу пошти (поштамт, відділення), і послання, і сукупність отриманої кореспонденції.

## Історія пошти

### Пошта в античний час
У Стародавній Греції через безліч міст-держав, які воювали між собою, поштової системи, як такої, не існувало. Були тільки піші кур'єри для передачі повідомлень. Вони називалися гемеродроми.
Найвідоміший з цих кур'єрів був Фідіппід, який за переказами Плутарха 490 до н. е. передав звістку про перемогу у Битві при Марафоні в Афіни і помер від виснаження. Цей біг був першим марафоном в історії. Філіпід передав тільки усне послання.

### Золота Орда і Московська держава
У період Золотої Орди поштові станції, засновані в XIII столітті, для швидкого зв'язку з околицями Орди, називалися ямами. Ямську повинність відбувало все населення, яке було зобов'язане доставляти в певні пункти коней з провідниками. Після Золотої Орди ямська служба отримала подальший розвиток у Московії.
У Московській державі пошти називались «ямами», поштова служба — «ямською гоньбою» (від татарського «ям» — «дорога»). Звідси походить і назви багатьох вулиць з назвою «Ямська».

## Пошта в Україні

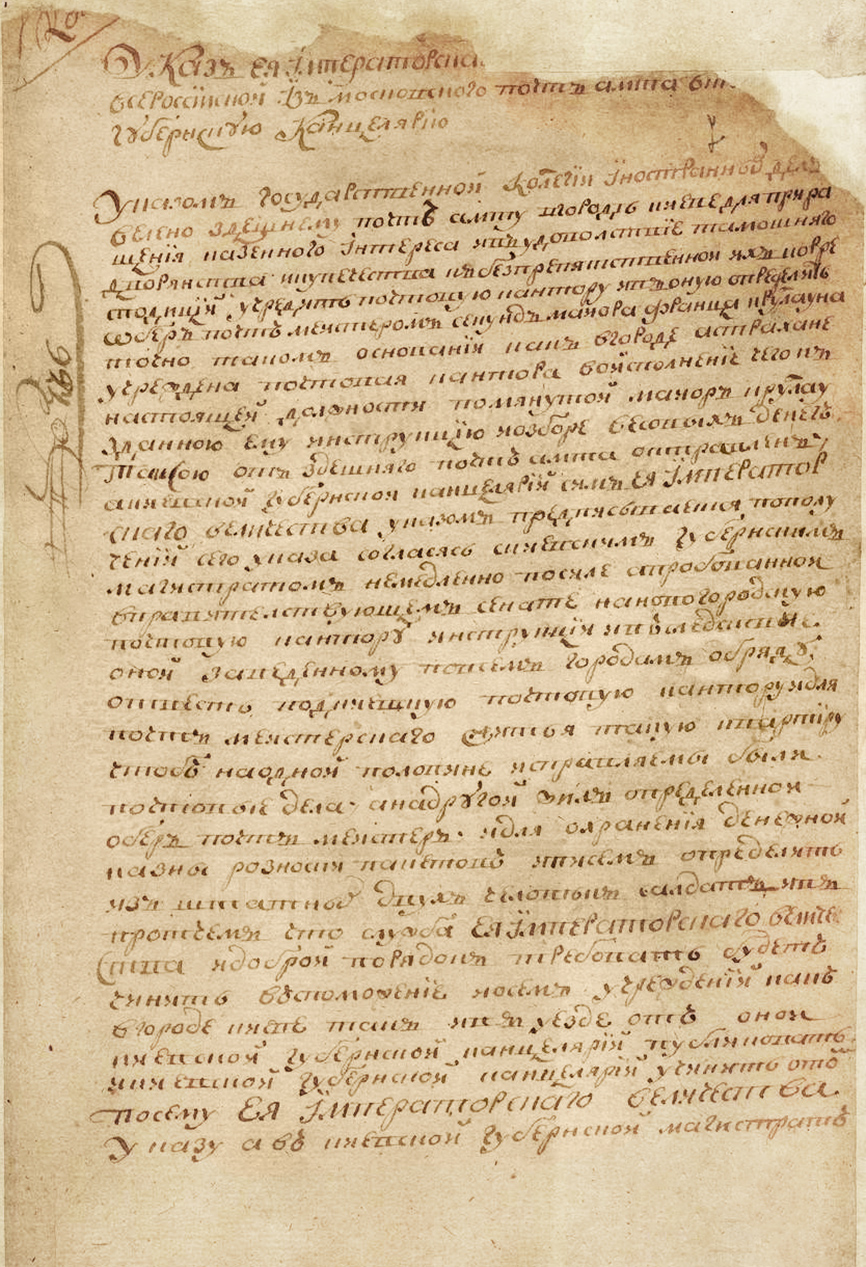
Указ від 21 серпня 1775 року про створення Київської поштової контори і призначення обер-поштмейстером Франца Круллау

### Київська Русь
Розвиток поштової справи в Київській Русі починається з часу натуральної поштової повинності, що складалася в дачі князівського гінцеві коня і корми. У X столітті існував «повіз» — обов'язок населення надавати коней «від стану до стану» для княжих гінців і слуг.

### Річ Посполита
У Речі Посполитій перша регулярна поштова італійська лінія простягалась з Кракова через Відень до Венеції та литовська лінія з Кракова через Варшаву до Вільна(1558). Право поштових перевезень орендувала родина Монтелупі (1569—1662). Доменіко Монтелупі започаткував регулярні поштові перевезення у Львові на початку XVII ст. Привілей короля Сигізмунда ІІІ Ваза надав право міщанину Роберто Бандінеллі перевозити королівську кореспонденцію до Італії та інших міст (1629). У травні 1629 Бандінеллі уклав угоду з магістратом Львова про організацію пошти і перевезення кореспонденції до Любліна, Кракова, Варшави, Торуня, Гданська, Ясс, Кам'янця, Києва, інших міст. Вартість залежала від ваги листа і відстані. На пошті набрали 17 курсорів, які склали присягу війту чи райцями і мали доставляти лише надану кореспонденцію неушкодженою у визначений час, за визначеною таксою під загрозою штрафу чи ув'язнення. Курсори відправлялись щосуботи, але при нагальній потребі могли вислати курсора окремо. Пошта розміщувалась у будинку Бандінеллі.

### Військо Запорозьке
У Війську Запорозькому перші відомості про поштове сполучення, яке ще не мало систематичного характеру, відносяться до XVII ст.: гетьмани України спілкувалися як на міжнародному рівні — з володарями сусідніх держав, так і в межах Гетьманської України — з козацькою старшиною і духівництвом, — шляхом листування, з яким відсилали т. зв. нарочних.
Сучасна дослідниця козацтва О. М. Апанович характеризує як зразкову систему дипломатичну пошту, що існувала при Богдані Хмельницькому, який мав точні свідоцтва про події в Польщі, Криму, Туреччині, Молдовії і Валахії, про положення справ у західноєвропейських країнах — Швеції, Німеччині, Австрії, Італії, Венеції та ін.
У період інтенсивного листування з царем Олексієм Михайловичем гінці з листами від Богдана Хмельницького слідували маршрутом Чигирин — Крилов — Черкаси — Переяслав — Баришівка — Ніжин — Путивль.
У березні 1669 року, коли гетьман Лівобережної України Дем'ян Многогрішний підписав з московським урядом угоду — «Глухівські договірні статті». Стаття 10 угоди передбачала «влаштовувати у малоросійських містах пошту за московським зразком». Було передбачено організацію пошти із залученням до неї бажаючих бути поштарями. Через п'ять років почали приймати листи від населення, мали поштовий двір на Подолі, стайню на 40 коней. «Вольності» і старовинні традиції міщан (зокрема в Києві) давали можливість останнім уникати поштової повинності, що підтверджувалося універсалами гетьманів.
За даними А. Скальковського, в Запорожжі існувало дві пошти: Київська і Глухівська, до того ж Глухівська була давнішою. Київська пошта доставляла кожного тижня царські накази, ордери керівників Київської губернії, листи із Москви, Києва, Польщі.

### Гетьманщина і Російська імперія
В 1725 році Катерина І видала Указ про заснування поштового двору на Подолі, підпорядкованого міському магістрату.
Остаточна уніфікація поштової системи Гетьманщини і Російської імперії відбулася за часів графа Петра Олександровича Румянцева, який після скасування інституту гетьманства став очільником Лівобережної України — «головним командиром малоросійських полків». Він розробив і ввів до обігу в 1765 році «Учреждение о конной почте в Малой России», згідно з пунктами якого чітко окреслювалися вимоги до поштмейстрів (завідувачів поштовими відділеннями) і поштарів (осіб, які займалися доставкою кореспонденції), визначалися строки і прейскурант на пересилку пошти — окремо в межах Лівобережної України і окремо в межах Російської імперії. Також було визначено основні шляхи («тракти»), якими користувалися для доставки пошти. Поштове сполучення складалося спершу з 9-ти маршрутів (Глухів—Київ, Київ—Полтава, Київ—Стародуб, Київ—Чернігів, Київ—Кременчук, Київ—Потоки, Київ—Добрянка, Полтава—Чернігів, Ромни—Лубни) та 72-х станцій.
На початку 1769 р. Київську пошту було передано до ведення Московського поштамту. А 21 серпня (3 вересня за н.ст.) 1775 року поштдиректор Борис Пестель підписав лист до Київської Губернської Канцелярії, яким повідомлялося про указ Колегії у закордонних справах щодо заснування у Києві поштової контори. У 1782 р. контору перетворено на губернський поштамт, котрий згодом перевели до Печерської фортеці, де містилися присутствені місця, а потім знову повернуто на Поділ. Після поштової реформи 1830 року контора, в чиєму підпорядкуванні перебували повітові установи, мала 2 клас та штат з 23-х службовців.
Перше міське поштове відділення відкрилося 1 червня 1840 року в Печерській частині міста. Як контора, так і поштамт неодноразово змінювали місце свого розташування. 1846 року збудовано поштову станцію на подільській Поштовій площі. З 1850 року контора утвердилася на Хрещатику. Друге у Києві міське відділення відкрилося 2 грудня 1852 року при міській Думі на Подолі. З кінця 80-х років XIX ст. почали відкриватися відділення на Лук'янівці, Галицькому та Троїцькому ринках, у передмісті Деміївка. Газета «Паровоз» 11 квітня 1869 р. писала про зрослі потреби у поштових послугах і повідомлялося про місця розташування поштових скриньок у місті.
1827 року Росія організувала поштово-диліжансне сполучення за маршрутом Київ — Житомир — Радзивилів, до тодішнього кордону з Австро-Угорщиною. По всій цій трасі, названій Брест-Литовським шосе, в 40-х роках ХІХ ст. було побудовано нові, муровані поштові станції, що здебільшого збереглися й досі. Відстань між ними становила, в середньому, 20 — 30 км, з певним урахуванням топографії та можливостей разового кінного переходу. Назва прив'язувалася до найближчого населеного пункту. Перша з таких станцій була на 15-му кілометрі Брест-Литовського шосе, на узліссі. Мала назву «Катеринівка» — від села, яке тепер лежить в межах Києва. Проміжними зупинками від Києва до Житомира були села й містечка, розташовані обабіч шляху: Катеринівка, Гурівщина, Калинівка, Ставище, Кочерів, Коростишів, Березина. Крім Житомира, менші диліжанси курсували з Києва також до Макарова та Брусилова, розташованих ближче.
Поштові станції будувалися з цегли за типовим проектом видання 1843 року, призначені спершу для тракту Санкт-Петербург — Київ. Для будівель поштових станцій, розташованих на ділянці траси Е-40 Калинівка-Київ, характерні неоготичні архітектурні форми. Це Т-подібні одноповерхові споруди з високими стрільчатими вікнами. Поштові, або кінно-поштові, станції планувалися однаково за усталеною схемою: прямокутний двір, по центру — фасадом до тракту — будинок самої станції, праворуч нього — в'їзні ворота, ліворуч — виїзні. Муровану огорожу так само було декоровано в дусі неоготики. По периметру просторого подвір'я розташовувалися одноповерхові ямщицька, каретна, стайня, комора, фуражна, готель, а посеред двору — криниця, обладнана водопоєм для коней. Керував усім закладом станційний наглядач, який мешкав тут-таки, на казенній квартирі. На поштовій станції обов'язково було все, що треба саме для поштової справи: папір, чорнило, пера, марки, штемпелі, поштова скринька, освітлення (свічки, потім — гасові лампи). Для подорожніх завжди готовим був самовар і все, що потрібно для чаювання. Станції поділялись на класи — від першого до четвертого.

## Пошта сьогодні

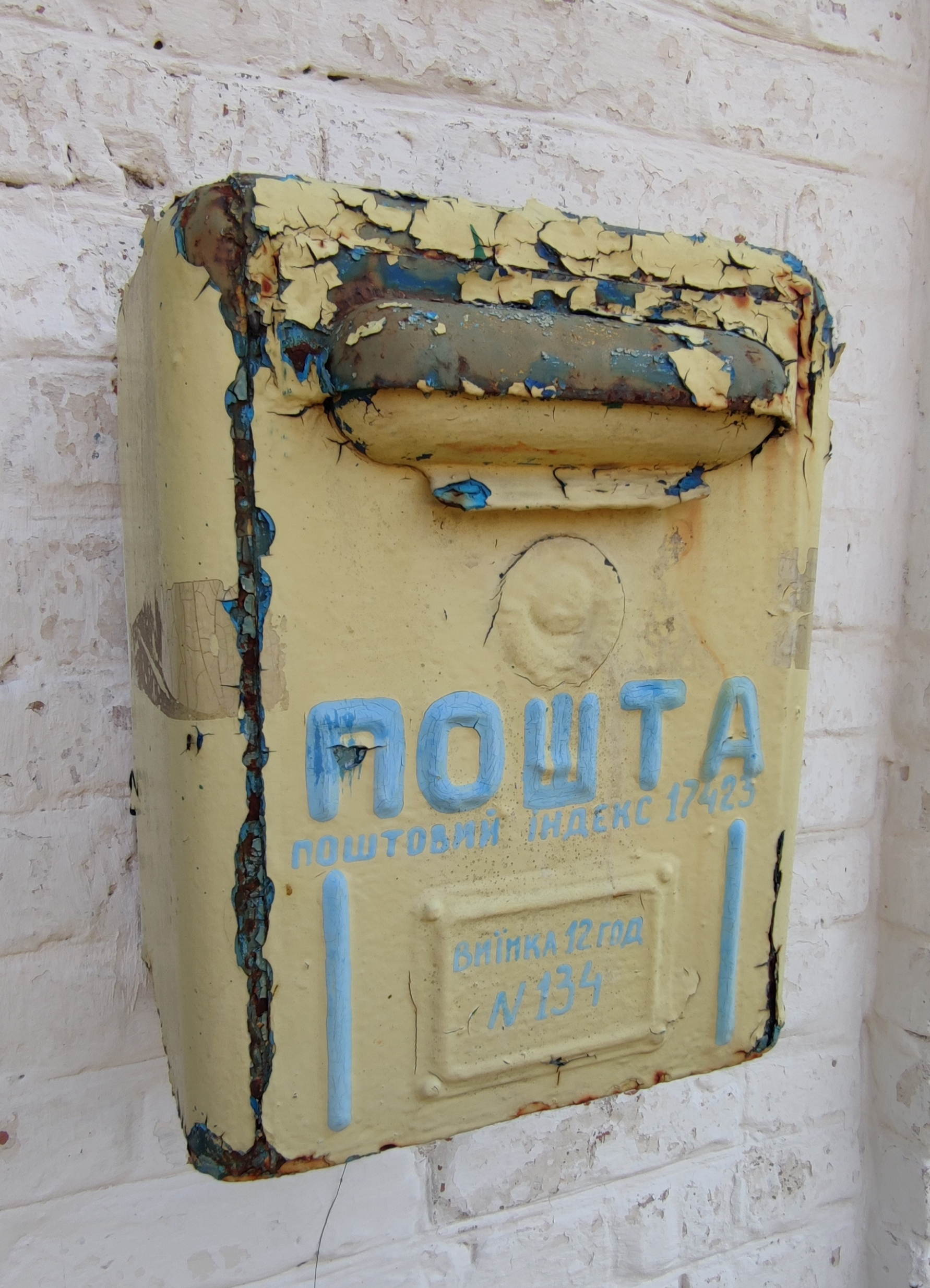
Поштова скринька часів СРСР

Сучасна пошта — це усесвітня мережа доставки поштової кореспонденції, як правило, через державні поштові компанії. Деякі країни (наприклад США, Росія) мають державну монополію тільки на частину послуг зв'язку (у США, наприклад, USPS має монополію на доставку стандартних листів і листів «першого класу»). У ряді країн всі поштові послуги монополізовані державною поштою (Велика Британія, Німеччина). З розвитком інтернету деякими аналітиками прогнозувалася швидка стагнація ринку поштових послуг, проте, цього не відбулося. Більш того, ряд державних поштових компаній, такі, що у минулому були на дотаціях, навіть планується приватизувати.
На даний час в інтернеті існують ресурси, які являють собою каталог поштових служб доставки України і допоможуть швидко знайти потрібну компанію, а також її представництва в вашому місті.

### Оплата послуг
Традиційно для оплати поштових відправлень (листів, листівок, простих і замовлених бандеролей) використовуються поштові марки різного номіналу, які наклеюються безпосередньо на відправлення відповідно за тарифом на пересилку.
Іноді поштові марки замінюються відтисненням спеціальної франкувальної машини, де сума плати за пересилку друкується спеціальним чином на конверті, або на листі паперу, який наклеюється на упаковку. Щомісяця поштові службовці знімають свідчення лічильника такої машини і виставляють підприємству рахунок. Такий спосіб оплати використовують, перш за все, масові відправники кореспонденції (акціонерні товариства, банки, страхові компанії, рекламні агентства тощо)
У деяких країнах (зокрема, в Німеччині, Великій Британії, США і ряду інших) з'явився новий спосіб оплати відправки простої кореспонденції — через інтернет. Користувач оплачує послуги пошти на спеціальному порталі, після чого отримує спеціальний штрих-код, який може роздрукувати на домашньому принтері і наклеїти на конверт. У Великій Британії такий спосіб оплати називається SmartStamp.
У США і країнах Європи поширені також так звані «передоплачені» листи і поштові картки. Як правило, їх використовують великі компанії для організації «зворотного зв'язку» із споживачами. Користувачеві передається листівка або конверт з надрукованими друкарським способом реквізитами компанії-одержувача. Поштова компанія виставляє одержувачеві рахунок у момент доставки такої кореспонденції.